# Rossinyol bord capbrú
La rossinyol bord capbrú (Cettia castaneocoronata) és una espècie d'ocell de la família dels cètids (Cettiidae). Es troba a Bhutan, Xina, l'Índia, Nepal, Myanmar, Laos, Bangladesh, Tailàndia i Viernam. Els seus hàbitats principals són els boscos tropicals i subtropicals de frondoses humits de les terres baixes i de l'estatge montà, els matollars secs tropicals i subtropicals, els cursos d'aigua i les àrees forestals fortament degradades. El seu estat de conservació es considera de risc mínim.